# رحلة القوات الجوية الأمريكية رقم 80218
4 أبريل 1975:أقلعت رحلة القوات الجوية الأمريكية رقم 80218 من طراز لوكهيد سي-5 غلاكسي لعملية رفع الأطفال ومعها 311 راكبا و17 من أفراد الطاقم من قاعدة سايجون الجوية (جنوبي فيتنام) إلى قاعدة جارار الجوية (الفلبين) ولكنها تحطمت في مزرعة للازر في جنوبي فيتنام بسبب انفجار باب الشحن.

## معلومات الرحلة
التاريخ
4 أبريل 1975
نوع الحادث
أهمال في كتيب تركيب اقفال باب الشحن، فقدان الأنظمة الهيدروليكية والتحكم والضغط
الموقع
مزارع الأرز في جنوبي فيتنام
الركاب
318
الطاقم
7
الجرحي
0
الوفيات
155
الناجون
175
المالك
القوات الجوية الأمريكية
بداية الرحلة
قاعدة سايجون الجوية، سايجون،فيتنام الجنوبية
الوجهة
قاعدة جارار الجوية، جارار،الفلبين

## روابط خارجية
- C-5A Galaxy BABYLIFT Crash – Facebook group operated by Dennis Traynor, aircraft commander during the 1975 incident.
- First-Person Account – Pilot Dennis “Bud” Traynor Page 6
- World Airways – Homeward Bound – 30 Years After Page 44 (pdf page 34)